# Гильом II (граф Фландрии)
Гильом (Вильгельм) III де Дампьер (фр. Guillaume III de Dampierre; 1224 — 6 июня 1251, Тразени) — сеньор де Дампьер с 1231 года, граф Фландрии (под именем Гильом II) с 1246 года, сын Гильома II, сеньора де Дампьер, и Маргариты II, графини Фландрии и Эно (Геннегау).

## Биография
Гильом был старшим сыном графини Фландрии и Эно Маргариты II от второго брака.
Его мать В 1212 году вышла замуж за Бушара д’Авен, бальи Эно. Старшая сестра Маргариты, Жанна, графиня Фландрии и Эно осудила этот брак, считая его недопустимым, поскольку Бушар был ещё ребёнком посвящён служению богу и был поставлен протодьяконом. Папа Иннокентий III признал этот брак в 1216 году недействительным, но формально он расторгнут не был, а супруги продолжали жить вместе. От этого брака родилось 3 ребёнка, один из которых умер в младенчестве. В 1219 году Бушар был заключен в тюрьму, из которой его освободили в 1221 году с условием, что он покинет жену и отправится в Рим за отпущением грехов.
Пока он был в Риме, Маргарита по настоянию сестры в 1223 году вышла замуж за Гильома II де Дампьера. Этот брак вызвал скандал, поскольку первый брак расторгнут так и не был. Конфликт, возникший в итоге между домами Дампьер и Авен, не утихал несколько десятилетий. Авены заявляли о своем праве первородства, а Дампьеры не признавали наследниками сводных братьев, называя их бастардами.
В 1231 году после смерти отца Гильом унаследовал сеньорию Дампьер.
В 1235 году король Франции Людовик IX добился примирения между Маргаритой и старшим из её сыновей от первого брака Жаном, предусмотрев неравный раздел наследства: Авены получали две седьмых, а Дампьеры — пять седьмых. Но дело осложнялось тем, что часть наследства находилось во Франции (графство Фландрия), а часть — в империи (графство Эно (Геннегау)).
5 декабря 1244 году умерла бездетная графиня Жанна (её единственная дочь, Мария, умерла в 1236 году), после чего Фландрия и Эно перешли к Маргарите. Но практически сразу опять возник спор за наследство между детьми Маргариты. В 1245 году император Фридрих II пожаловал Маргарите ещё и маркграфство Намюр, но оно находилось в залоге у французского короля за большую ссуду, которую король одолжил императору Константинополя Балдуину II.
В 1246 году в преддверии крестового похода Людовик IX и папский легат Эд де Шатору добились примирения сторон, предоставив графство Эно Авенам, а графство Фландрию — Дампьерам. Тогда же Маргарита присвоила титул графа Фландрии Гильому, а графом Эно стал Жан I д’Авен. После этого Гильом отправился вместе с Людовиком IX в крестовый поход, из которого вернулся в 1250 году.
По возвращении, Гильом подписал с Жаном I д’Авен 19 мая 1250 года соглашение по поводу Намюра, оммаж на которое в 1249 году Маргарита уступила Жану. В том же году Римская курия признала наконец законные права Авенов.
Но 6 июня 1251 года на турнире в Тразени группа рыцарей убила Гильома. Убитый Гильом детей не оставил, поэтому Маргарита признала своим наследником другого сына от второго брака — Ги.
В убийстве Гильома обвинили Авенов, после чего борьба между домами возобновилась снова.

## Брак и дети
Жена: с ноября 1247 года (Лёвен) Беатриса Брабантская (1225 — 11 ноября 1288), дочь Генриха II, герцога Брабанта, и Марии Швабской, дочери Филиппа Швабского, короля Германии, вдова Генриха IV Распе, ландграфа Тюрингии и антикороля Германии. Детей не было.